# Chapelieria
Chapelieria es un género con dos especies de plantas con flores perteneciente a la familia Rubiaceae.

## Especies
- Chapelieria lemyrioides
- Chapelieria madagascariensis

## Sinonimia
- Tamatavia